# Alzira (Oper)
Alzira ([alˈdziːra]) ist eine Oper (Originalbezeichnung: „tragedia lirica“) in einem Prolog und zwei Akten von Giuseppe Verdi nach der Tragödie Alzire, ou Les Américains von Voltaire. Das Libretto stammt von Salvatore Cammarano. Das Werk entstand neben 15 weiteren Opern des Komponisten in den sogenannten „Galeerenjahren“ zwischen 1844 und 1850, aus denen vor allem Rigoletto herausragt. Die Oper Alzira gehört trotz zahlreicher musikalischer Finessen zu den unbekanntesten Werken Verdis.
Die Uraufführung der Alzira fand am 12. August 1845 in Neapel am Teatro San Carlo statt, die erste Alzira war dabei Eugenia Tadolini. Ihre deutsche Erstaufführung erlebte die Oper erst gut 150 Jahre später am 14. März 1998 am Stadttheater Passau.

## Handlung

### Prolog: „Il prigioniero“ – Der Gefangene
Weite Ebene, durchflossen vom Rima
Alvaro, Gouverneur von Peru, befindet sich in den Händen eines von Otumbo angeführten Inkastammes und soll eines langsamen und qualvollen Todes sterben. Als Christ bittet er Gott, den Wilden zu vergeben. Da erscheint unerwartet der totgeglaubte Stammeshäuptling Zamoro, der vor den Folterungen Gusmanos, Alvaros Sohn, fliehen konnte. Zamoro berichtet von seiner Rettung. Er schenkt dem Greis Alvaro das Leben („Del primo rieder mio non vo’ la gioia/mista col sangue“ – „Bei meiner ersten Rückkehr möchte ich nicht, dass sich Blut und Freude mischen“). Als er erfährt, dass seine Braut Alzira mit ihrem Vater Ataliba von den Spaniern in Lima gefangen gehalten wird, sammelt er die Inkas zu einem Heer, mit dem er gegen die Spanier ziehen will.

### Erster Akt: „Vita, per vita“ – Leben um Leben
Erstes Bild: Platz in Lima
Alvaro ist nach Lima zurückgekehrt und übergibt vor den spanischen Soldaten sein Gouverneursamt an seinen Sohn Gusmano. Dieser befiehlt als erste Amtshandlung den Frieden zwischen Inkas und Spaniern und teilt mit, dass Ataliba, Herrscher der Inkas, ihm die Hand seiner Tochter Alzira versprochen hat.
Zweites Bild: Die für Ataliba bestimmte Wohnung
Zuma betreut ihre schlafende Schwester Alzira. Im Traum wähnt sich die Prinzessin vereint mit Zamoro, den sie liebt und von dem sie glaubt, dass er in der Schlacht gefallen ist. Ataliba kommt zu ihr, um sie zur Heirat mit Gusmano zu überreden, doch Alzira weigert sich. Da erscheint Zamoro, und die beiden schwören einander ewige Treue. Das kurze Liebesglück wird von Gusmano zerstört. Der Gouverneur lässt seinen Feind und Rivalen gefangen nehmen. Zamoro bezichtigt Gusmano, ein Schlächter ohne Ehrgefühl zu sein. Alvaro, der in Zamoro seinen Lebensretter erkennt, bittet um Gnade für Zamoro. Doch Gnade für den Rivalen sei für Gusmano schlimmer als der Tod. Erst als der Spanier erfährt, dass neue Inkatruppen anrücken, gibt er Zamoro frei. Auf dem Schlachtfeld, so schwören die beiden, werden sie einander töten.

### Zweiter Akt: „La vendetta d’un selvaggio“ – Die Rache eines Wilden
Erstes Bild: In der Festung von Lima
Die Spanier haben das Inkaheer vernichtend geschlagen und feiern den Sieg. Zamoro, Alzira und die Inkaanführer sind wieder in ihren Händen. Gusmano verliest das Todesurteil über Zamoro, der bei Tagesanbruch hingerichtet werden soll. Alzira bittet Gusmano um Gnade für ihren Verlobten. Dieser verspricht, Zamoro freizulassen, wenn Alzira seine Frau wird. Unter Tränen willigt sie ein. Gusmano feiert seinen Triumph über die Krieger der Inkas und das Herz Alziras und ordnet die baldige Hochzeit an.
Zweites Bild: Finstere Höhle
Otumbo ist es inzwischen durch eine List gelungen, Zamoro zu befreien. Auf dem Feld der verlorenen Schlacht erfährt Zamoro von der bevorstehenden Hochzeit. Er schwört Rache.
Drittes Bild: Großer Saal in der Residenz des Gouverneurs
Die Feierlichkeiten haben begonnen. Die Inkafrauen beschwören die Zeit der Versöhnung, die durch die Hochzeit anbrechen soll. Gusmano stellt seine künftige Frau vor, die sich völlig gebrochen nur noch den Tod wünscht. Bevor die beiden die Vermählung vollziehen können, stürzt Zamoro herbei und stößt Gusmano einen Dolch in die Brust. Doch Gusmano besinnt sich im Moment des Todes seines Gottes. Er verzeiht dem Mörder und vereint die Liebenden. Alle preisen am Ende den Edelmut des Sterbenden.

## Instrumentation
Die Orchesterbesetzung der Oper enthält die folgenden Instrumente:
- Holzbläser: Piccoloflöte, zwei Flöten, zwei Oboen, zwei Klarinetten, zwei Fagotte
- Blechbläser: vier Hörner, zwei Trompeten, drei Posaunen, Cimbasso
- Pauken, Schlagzeug: Trommel, kleine Trommel, Triangel
- Harfe
- Streicher
- Bühnenmusik hinter der Szene: Banda
- Bühnenmusik auf der Szene: Trommel

## Werkgeschichte
- 1736: Uraufführung der Tragödie Alzire, ou Les Américains in fünf Akten von Voltaire an der Comédie-Française.
- 1777: Jean-François Marmontel veröffentlichte den philosophischen Roman Les Incas, ou La destruction de l’empire du Pérou, der Salvatore Cammarano vermutlich bekannt war.
- 1794: Niccolò Zingarelli vertonte die erste Oper nach dem Stoff Alzira, die 1815 auch am Teatro San Carlo in Neapel inszeniert wurde.
- 1801: Uraufführung von Francesco Bianchis Alzira.
- 1805: Uraufführung von Johann Simon Mayrs Alzira.
- 1810: Uraufführung von Nicola Manfroces Alzira, die 1819 ebenfalls am Teatro San Carlo gezeigt wird.
- 1816: Marcos António Portugal komponierte eine portugiesische Oper Alzira.
- 1845: Uraufführung der Oper Alzira von Verdi und Cammarano am Teatro San Carlo. Nach der geteilten Aufnahme der Premiere wird die Oper in der Spielzeit trotzdem häufig gezeigt.
- 1845: Aufführung am Teatro Argentina in Rom (28. Oktober).

Nach dem Misserfolg in Rom spielten nur wenige Theater in Italien die Oper nach: Lugo, Mailand, Ferrara, Venedig und Turin. Im Ausland erlebte die Oper eine Handvoll Premieren, so zweimal in Lissabon (1847 und 1849), daneben in Barcelona (1849), Lima (1850), Valparaiso (1850) und La Valletta (1858).
- 1936: Erstmals im 20. Jahrhundert wird die Oper beim ORF in Wien mit Leben erfüllt und in deutscher Sprache konzertant aufgeführt.
- 1938: Zum 125. Geburtstag von Giuseppe Verdi nimmt der Reichssender Berlin die gekürzte Fassung der Oper auf. Elisabeth Schwarzkopf wird kurzfristig engagiert, lernt die Partie im Taxi vom Flughafen und singt die Titelpartie prima vista.
- 1967: Die szenische Wiederbelebung beginnt in Rom mit Virginia Zeani, Cornell MacNeil und Gianfranco Cecchele.
- 1968: Konzertante Aufführung an der Carnegie Hall in New York City.
- 1973: Konzertante Aufführung bei der RAI in Turin.
- 1981: Revival in Parma, Reggio Emilia und Modena.
- 1990: Neuinszenierung beim Festival Verdi in Parma und Fidenza, die ein Jahr darauf in Parma wiederaufgenommen wurde.
- 1994: Neuinszenierung beim Festival Viva Verdi! der Grand Opera House Company in New York, bei der alle Werke Verdis in der Chronologie ihres Entstehens gezeigt werden.
- 1998: Deutsche Erstaufführung in italienischer Sprache am südostbayerischen Städtetheater unter Musikdirektor Roger Boggasch in der Inszenierung von Norman Warmuth, dem Bühnenbild von Thomas Dörfler und mit Barbara Schneider-Hofstetter in der Titelrolle. Kritik und Publikum sind begeistert, alle Aufführungen sind restlos ausverkauft.
- 2010: Schweizer Erstaufführung am Theater St. Gallen in der Inszenierung von Denis Krief.

## Diskografie (Auswahl)
- Chor und Orchester des Reichssenders Berlin unter Heinrich Steiner, mit Elisabeth Schwarzkopf, Myto Records, 1938/1996
- Chor des Bayerischen Rundfunks und Münchner Rundfunkorchester unter Lamberto Gardelli mit Francisco Araiza, Orfeo 1983 (Gesamtaufnahme)
- Orchestre de la Suisse Romande unter Fabio Luisi, mit Marina Mescheriakova (Gesamtaufnahme)